# Itiruçu
Itiruçu é um município brasileiro do estado da Bahia. Sua população estimada em 12.693 habitantes de acordo dados do IBGE.
Tem como ponto turístico famoso o "Morro Grande", além de ser conhecida pela tradicional festa de São Pedro, a melhor da região, onde reúne pessoas dos quatro cantos do Brasil.

## História
Segundo a historiografia local, o lugar foi inicialmente ocupado por José Antônio Braga, português que fugia do “Mata-Maroto”, revolta que aconteceu no sertão após a guerra da Independência. Essa parte do sertão do sudoeste da Bahia passou então a ser conhecida como Morro Grande e sendo de sua propriedade, como está registrado em 1853, pela Lei de Terra. Mais ao sul dali, a “Lagoa de Tiririca” foi ocupada por Salustiano de Barros, que construiu morada. O lugar foi passado a seguir para José Norberto de Barros, deste para Guilherme do Eirado Silva, que se instalou na “Toca da Onça”, atualmente Jaguaquara, que afinal a vendeu a João de Souza Brandão, em 3 de janeiro de 1901 e este iniciou o povoamento. Com o tempo o crescimento fez com que se mudasse o nome de "Lagoa de Tiririca" para "Alto do Bonfim". Outro nome que depois contribuiu para o desenvolvimento do lugar foi o comerciante José Ignácio Pinto, a ponto de em 1922 o lugar se tornar "distrito de paz" e, dois anos depois, ter instalada a agência dos correios.
Decreto Estadual nº 8.476, de 9 de junho de 1933 selou a emancipação política da cidade que, por sugestão do engenheiro Teodoro Sampaio, recebeu o nome de Itiriçu, sendo instalada a cidade no dia 1º de setembro daquele ano, sendo José Ignácio o prefeito nomeado pelo então governador Juracy Magalhães.

## Prefeitos e Vice-prefeitos
- Prefeito eleito em 1966: Antonio Francisco de Souza (ARENA)
- Prefeito eleito em 1970: Genival Coutinho (ARENA)
- Prefeito eleito em 1972: Pedro Pimentel Ribeiro (ARENA)
- Prefeito eleito em 1976: Antonio Francisco de Souza (ARENA); Vice-prefeito: Emanoel Oliveira (Sinhô)
- Prefeito eleito em 1982: Pedro Pimentel Ribeiro (PDS); Vice-prefeito: Pedro Leite da Silva (PFL)
- Prefeito eleito em 1988: Pedro Leite da Silva (PFL); Vice-prefeita: Terezinha dos Santos
- Prefeito eleito em 1992: Pedro Pimentel Ribeiro (PFL); Vice-prefeito: Fernando Henrique de Souza
- Prefeito eleito em 1996: Wagner Pereira de Novaes (PSDB); Vice-prefeito: Rubens Costa Amaral (PSDB)
- Prefeito eleito em 2000: Wagner Pereira de Novaes (PSDB); Vice-prefeito:Ailton Cezarino de Novaes (PSDB)
- Prefeito eleito em 2004: Ailton Cezarino de Novaes (PSDB); Vice-prefeito: Vicenzo Tenisi (PSDB)
- Prefeito eleito em 2008: Carlos Roberto Martinelli Iervese (Carlinhos)(PT); Vice-prefeito: Paulo Ézio das Mercês (PSB)
- Prefeito eleito em 2012: Prefeito:Wagner Pereira de Novaes (PSDB); Vice-prefeita: Dra Rita de Cássia Souza Brandão e Novaes (PDT)
- Prefeita eleita em 2016: Lorenna Moura Di Gregório (PRB); Vice-prefeito: Gilmar Machado de Santana Junior (PSD)
- Prefeita eleita em 2020: Lorenna Moura Di Gregório (PRB); Vice-prefeito: Gilmar Machado de Santana Junior (PSD)

Fonte:Itiruçu Notícias

## Geografia
Com área da unidade territorial (km²) de 313,707 e densidade demográfica de 40.46 habitantes por km². A altitude média da sede municipal é 820 metros.
Distante 329 km de Salvador, pela rota: Itiruçu - Jaguaquara, via BA-407, seguindo pela BR-116 até Feira da Santana e por último pela BR-324 até a capital do estado. Os municípios vizinhos são: Lagedo do Tabocal ao Norte, Jequié ao Sul, a Leste com Jaguaquara e a Oeste com o distrito de Lafaiete Coutinho.
A Lei n° 12.919 de 19 de novembro de 2013, atualizou os limites dos Municípios que integram o Território de Identidade Vale do Jiquiriçá, na forma da Lei n° 12.057, de 11 de Janeiro de 2011.
O Município de Itiruçu  começa na ponte na BR-116 sobre o riacho do Patí (coordenadas -13° 40' 08,04"; -40° 05' 48,52"), sobe por este até a foz do riacho Beija-Flor (coordenadas -13° 34' 46,82"; -40° 06' 44,53") sobe por este até a cachoeira de mesmo nome (coordenadas -13° 33' 28,68"; -40° 07' 08,06"), daí em reta, sentido norte, até o entroncamento da BA-250 para a referida cachoeira (coordenadas -13° 31' 36,47"; -40° 07' 18,43"), segue por esta rodovia até o entroncamento com a estrada para a Vila Pimentel (coordenadas -13° 31' 26,27";-40° 06' 20,54"), daí em reta, sentido nordeste, até o ponto no alto do divisor de águas entre as lagoas Bonita e Nova (coordenadas -13° 29' 43,78"; -40° 04' 18,12"), daí em reta, sentido noroeste, até o ponto no alto do Emparedado (coordenadas -13° 25' 50,75"; -40° 05' 39,34"), entre as localidades fazenda Oriente e o assentamento Assembleia, daí em reta, sentido noroeste, até o ponto na bifurcação das estradas Várzea-Lagoa dos Laços-Assentamento Assembleia (coordenadas -13° 24' 35,89"; -40° 07' 12,57"), daí em reta, sentido noroeste, até a foz do riacho da Borracha no rio Jiquiriçá (coordenadas -13° 20' 15,91"; -40° 09' 06,33").
Segundo dados do Instituto Nacional de Meteorologia (INMET), referentes aos períodos de 1961 a 1964, 1966 a 1967, 1969 a 1970 e 1973 a 2016, a menor temperatura registrada em Itiruçu, em uma estação meteorológica situada na divisa com o município de Jaguaquara, foi de 9,4 °C em 24 de setembro de 1966. Outros registros abaixo dos 10 °C ocorreram nos dias 16 de junho de 1964 e 10 de setembro de 1981, ambas com mínima de 9,8 °C. O recorde de maior temperatura é de 35,6 °C em 3 de outubro de 1997. O maior acumulado de precipitação em 24 horas atingiu 157 milímetros (mm) em 21 de janeiro de 1964, seguido pelos 123,1 mm em 21 de março de 1981 e por 105,5 mm em 3 de maio de 1978.
| Dados climatológicos para Itiruçu–Jaguaquara | Dados climatológicos para Itiruçu–Jaguaquara | Dados climatológicos para Itiruçu–Jaguaquara | Dados climatológicos para Itiruçu–Jaguaquara | Dados climatológicos para Itiruçu–Jaguaquara | Dados climatológicos para Itiruçu–Jaguaquara | Dados climatológicos para Itiruçu–Jaguaquara | Dados climatológicos para Itiruçu–Jaguaquara | Dados climatológicos para Itiruçu–Jaguaquara | Dados climatológicos para Itiruçu–Jaguaquara | Dados climatológicos para Itiruçu–Jaguaquara | Dados climatológicos para Itiruçu–Jaguaquara | Dados climatológicos para Itiruçu–Jaguaquara | Dados climatológicos para Itiruçu–Jaguaquara |
| Mês | Jan                                          | Fev                                          | Mar                                          | Abr                                          | Mai                                          | Jun                                          | Jul                                          | Ago                                          | Set                                          | Out                                          | Nov                                          | Dez                                          | Ano                                          |
| --- | -------------------------------------------- | -------------------------------------------- | -------------------------------------------- | -------------------------------------------- | -------------------------------------------- | -------------------------------------------- | -------------------------------------------- | -------------------------------------------- | -------------------------------------------- | -------------------------------------------- | -------------------------------------------- | -------------------------------------------- | -------------------------------------------- |
| Temperatura máxima recorde (°C) | 35,4                                         | 35                                           | 35,2                                         | 34,1                                         | 32,5                                         | 30,8                                         | 31,3                                         | 32,1                                         | 33,5                                         | 35,6                                         | 34,6                                         | 35,4                                         | 35,6                                         |
| Temperatura máxima média (°C) | 29,1                                         | 29,3                                         | 28,6                                         | 27,3                                         | 25,8                                         | 23,6                                         | 23,3                                         | 23,9                                         | 25,7                                         | 27,5                                         | 28                                           | 28,6                                         | 26,7                                         |
| Temperatura média compensada (°C) | 22,6                                         | 22,7                                         | 22,5                                         | 21,7                                         | 20,5                                         | 18,8                                         | 18,2                                         | 18,3                                         | 19,6                                         | 20,9                                         | 21,7                                         | 22,3                                         | 20,8                                         |
| Temperatura mínima média (°C) | 18,4                                         | 18,5                                         | 18,6                                         | 18,4                                         | 17,2                                         | 15,8                                         | 15,1                                         | 14,8                                         | 15,7                                         | 17                                           | 17,8                                         | 18,2                                         | 17,1                                         |
| Temperatura mínima recorde (°C) | 10,8                                         | 12,4                                         | 12,4                                         | 13,5                                         | 10,4                                         | 9,8                                          | 10,5                                         | 10                                           | 9,4                                          | 12                                           | 12,4                                         | 12,4                                         | 9,4                                          |
| Precipitação (mm) | 67,4                                         | 76                                           | 97,5                                         | 64,1                                         | 52,5                                         | 64,3                                         | 62,1                                         | 47,3                                         | 44,3                                         | 47,1                                         | 103,1                                        | 90,5                                         | 816,4                                        |
| Dias com precipitação (≥ 1 mm) | 8                                            | 8                                            | 10                                           | 10                                           | 11                                           | 12                                           | 13                                           | 10                                           | 8                                            | 6                                            | 8                                            | 6                                            | 110                                          |
| Insolação (h) | 197,3                                        | 180,5                                        | 169,5                                        | 159                                          | 158,1                                        | 128,7                                        | 148,6                                        | 160,4                                        | 172,3                                        | 182,6                                        | 158,1                                        | 178,7                                        | 1 993,8                                      |
| Fonte: Instituto Nacional de Meteorologia (INMET) (normal climatológica de 1981-2010; recordes de temperatura: 01/01/1961 a 30/11/1964, 01/05/1966 a 31/03/1967, 10/03/1969 a 31/12/1970 e 01/01/1973 a 30/01/2016) |                                              |                                              |                                              |                                              |                                              |                                              |                                              |                                              |                                              |                                              |                                              |                                              |                                              |

## Economia
Tem na agricultura sua principal atividade econômica. Produz olerícolas (hortaliças), café arábica e caqui, além do cultivo e plantações de maracujá .

## Festas tradicionais

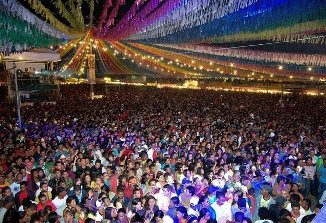
O São Pedro da Bahia

Grandes festas  populares são realizadas em Itiruçu entre elas o Trezenário do Padroeiro da Cidade Santo Antonio realizada entre os dias 1º a 13 de Junho, Festa do Padroeiro da Colônia Italiana - San Gabrielle, e também de São Roque.
A festa mais popular da cidade é a Festa de São Pedro realizada entre o final do mês de Junho e início de julho com grandes atrações da Músicas regional, estadual e  brasileira. Geralmente  são três dias de muito forro considerado como a maior festa de São Pedro da Bahia, além de festas de camisa (particulares) que acontecem na mesma época, e são conhecidas em todo o estado.